# 施賢
施賢（： Si Hyeon，1999年8月5日—），本名金施賢（김시현），韓國女歌手，樂華娛樂旗下女子组合EVERGLOW隊長，出道前曾參演PRODUCE 101和Produce 48。

## 經歷

### 出道前
2016年1月22日，以個人練習生身份参加由Mnet主辦的韓國第一個“經紀公司大型企劃女團”新女團選拔及生存實境節目《PRODUCE 101》，但於第八集以第40名遭淘汰。之後與樂華娛樂簽約成為旗下練習生。
2018年6月15日，以乐华娱乐练习生身份参与由Mnet和日本AKB48集团主办的韩日合作选秀节目《PRODUCE 48》以争取女团出道机会。可惜在第三次综合评价排名结果中获得第27名止步总决赛。

### 2019年：以EVERGLOW成员身份出道
2019年2月21日，作为组合第一位成员通过SNS公开金施賢的个人预告影片。
3月18日，以EVERGLOW成员身份，发行出道专辑《ARRIVAL OF EVERGLOW》。
2020年12月2日新冠肺炎檢測陽性。
2021年1月9日已完全康复。。
2021年5月25日，樂華娛樂於官網宣布施賢接任EVERGLOW隊長一職。

## 影視作品

### 綜藝節目
| 播出日期 | 電視台  | 節目名稱    | 備註   |
| -------- | ------- | ----------- | ------ |
| 2016年   | Mnet    | PRODUCE 101 | 出道前 |
| 2018年   | Mnet    | PRODUCE 48  | 出道前 |
| 2020年   | SBS MTV | THE SHOW    | 固定MC |

### 電視劇
| 年份   | 電視臺／播出平台 | 劇名           | 角色   | 備註 |
| ------ | ---------------- | -------------- | ------ | ---- |
| 2025年 | ENA              | 《主婦偵探社》 | 盧允美 |      |

## 外部連結
- 施賢的Instagram帳戶
- 施賢在NAVER上的资料